# Servicio de Inteligencia Nacional
Le Servicio de Inteligencia Nacional (SIN) est l'ancien service de renseignement militaire intérieur et extérieur du Pérou, démantelé en 2000.
Fondé en 1960, le SIN assurait notamment en collaboration avec les services de renseignements de la police péruvienne, le renseignement dans la lutte contre la guérilla marxiste du Sentier lumineux.
Jusqu'en 1991, il est dirigé par le général Edwin Diaz. De 1991 à 1993, il est repris en main par le général Julio Salazar Monroe. Puis en 1993 succède à ce dernier Vladimiro Montesinos, très proche conseiller du président Alberto Fujimori. 
Sous la pression de l'Organisation des États américains, le SIN a été démantelé en 2000 par Alberto Fujimori. Il a été remplacé en janvier 2006 par la Dirección Nacional de Inteligencia (DNI).
La justice péruvienne établit en 2007 que, Alberto Fujimori et Vladimiro Montesinos, transformèrent les caves du SIN en « centre d’activité » d'où « ils planifiaient et organisaient » des opérations d’extermination.